# 162 (число)
Вижте пояснителната страница за други значения на 162.
162 (сто шестдесет и две) е естествено, цяло число, следващо 161 и предхождащо 163.
Сто шестдесет и две с арабски цифри се записва „162“, а с римски цифри – „CLXII“. Числото 162 е съставено от три цифри от позиционните бройни системи – 1 (едно), 6 (шест), 2 (две).

## Общи сведения
- 162 е четно число.
- 162-рият ден от годината е 11 юни.
- 162 е година от Новата ера.

## Любопитни факти
- Айртон Сена има 162 старта във Формула 1.